# Ілля Чоповський

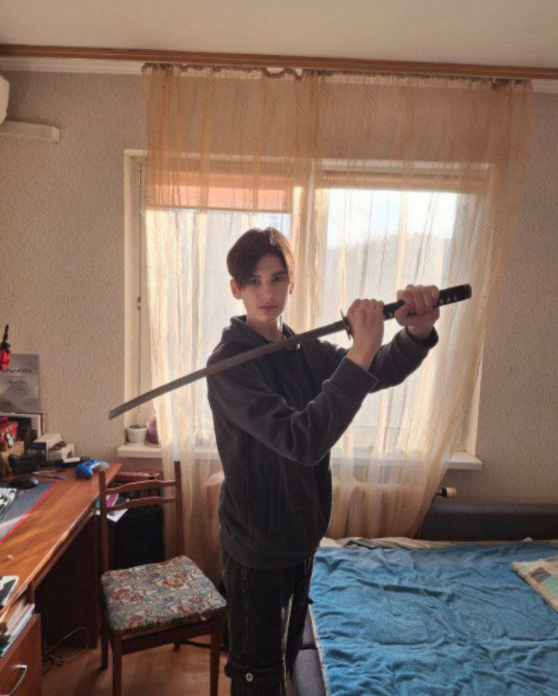

Ілля Чоповський (нар. 1996, Житомир, Україна) — український громадсько-політичний діяч, юрист, депутат Житомирської міської ради (2015—2020) від Радикальної партії Олега Ляшка. Відомий своєю активною участю у місцевих соціальних та інфраструктурних ініціативах, зокрема у проєктах «Чисте місто» та «Відкрита влада».

## Біографія
Народився у 1996 році в місті Житомир, Україна. З дитинства виявляв інтерес до суспільно-політичного життя міста, брав участь у шкільних та молодіжних громадських ініціативах.
Закінчив Житомирський державний університет імені Івана Франка за спеціальністю «Правознавство». Під час навчання був активним членом студентського самоврядування, організовував правові консультації для студентів та молоді.
Після завершення навчання працював юристом у приватній компанії, спеціалізуючись на цивільному та господарському праві. Паралельно займався громадською діяльністю — співпрацював з місцевими благодійними фондами та ініціював акції на підтримку ветеранів АТО.
Політичну кар’єру розпочав у середині 2010-х, приєднавшись до Радикальної партії Олега Ляшка.

### Кар'єра
Політичну діяльність розпочав ще під час навчання в університеті, коли активно долучався до молодіжних ініціатив та студентського самоврядування.
У 2014 році став помічником-консультантом народного депутата від Радикальної партії Олега Ляшка. Брав участь у підготовці законопроєктів, що стосувалися соціального захисту малозабезпечених верств населення та підтримки молоді.
У 2015 році обраний депутатом Житомирської міської ради від Радикальної партії. На цій посаді приділяв увагу питанням прозорості місцевої влади, реформуванню комунального господарства та розвитку малого бізнесу.
У 2017 році ініціював створення регіональної програми підтримки фермерських господарств і кооперативів, яка передбачала пільгове кредитування та зменшення податкового навантаження.
У 2020 році висунув свою кандидатуру на посаду міського голови Житомира. Під час виборчої кампанії робив акцент на розвитку інфраструктури, модернізації системи громадського транспорту, створенні нових робочих місць та залученні інвестицій у місто.
У 2021 році став одним з ініціаторів міжрегіонального об’єднання молодих депутатів місцевих рад, яке займалося просуванням реформ у сфері децентралізації.

## Політична діяльність
У 2015 році був обраний депутатом Житомирської міської ради від Радикальної партії Олега Ляшка. У міськраді працював у комісії з питань бюджету та соціально-економічного розвитку. Ініціював кілька місцевих програм, зокрема:
- «Чисте місто» — проєкт з модернізації системи збору та сортування сміття.
- «Відкрита влада» — запровадження онлайн-трансляцій засідань міської ради.
- Програма підтримки місцевих фермерських господарств у межах Житомирської громади.

У 2020 році балотувався на посаду міського голови Житомира, виступаючи за збільшення фінансування комунальної інфраструктури, розвиток громадського транспорту та залучення інвестицій у регіон.

## Політичні погляди
Поділяє ідеологію Радикальної партії Олега Ляшка, орієнтуючись на захист інтересів простих громадян, фермерів та робітників. Основні напрями його політичної позиції:
- Соціальний захист — виступає за підвищення соціальних стандартів, зокрема зарплат і пенсій, а також за державну підтримку малозабезпечених сімей.
- Сільське господарство — вважає пріоритетом розвиток українського фермерства та виступає проти надмірної залежності від імпорту продовольства.
- Національні інтереси — підтримує курс на збереження української ідентичності, розвиток національної культури та мови.
- Економіка — відстоює ідею економічного протекціонізму, вимагаючи пільг для українських виробників та суворого контролю за діяльністю іноземних корпорацій.
- Антикорупційна політика — закликає до максимальної прозорості діяльності органів влади, обмеження впливу олігархів та посилення відповідальності чиновників за зловживання.
- Пряма демократія — підтримує активне залучення громади до ухвалення рішень через місцеві референдуми та громадські слухання.
- Риторика «народного трибуна» — відомий своїми емоційними виступами, у яких акцентує увагу на боротьбі з несправедливістю та захисті інтересів «простих людей проти еліт».